# Пулитцеровская премия за художественную фотографию
Пулитцеровская премия за художественную фотографию (англ. Pulitzer Prize for Feature Photography) — номинация Пулитцеровской премии в области журналистики, присуждаемая с 1968 года фотографам и фоторепортёрам.

За выдающийся пример художественной фотографии в чёрно-белом или цветном исполнении, который может включать фотографию или фотографии, серию снимков или альбом.Оригинальный текст (англ.)For an outstanding example of feature photography in black and white or color, which may consist of a photograph or photographs, a sequence or an album.

## История
В своём завещании Джозеф Пулитцер не предусмотрел отдельной премии за фотографию, но по мере развития технологий фоторепортажи стали значимой частью работы журналиста. Чтобы отразить изменения в профессиональной среде, в 1942 году была создана категория «За фотографию». Изначально она была ориентирована на новостных фотографов, но критерии оценивания были размыты, и к рассмотрению принимали также художественные снимки. В 1960-х годах члены жюри неоднократно указывали на трудности с классификацией представленного контента. В результате через 25 лет после основания номинации её разделили на две категории: «За новостную фотографию» и «За художественную фотографию». Для них сохранили единое жюри, которое с самого начала столкнулось с большим количеством заявок при формальном сходстве критериев разделения. К номинации за «художественную фотографию» было решено относить снимки, «которые не зависят в первую очередь от значимости новостного события, как в случае с новостной фотографией».

## Лауреаты

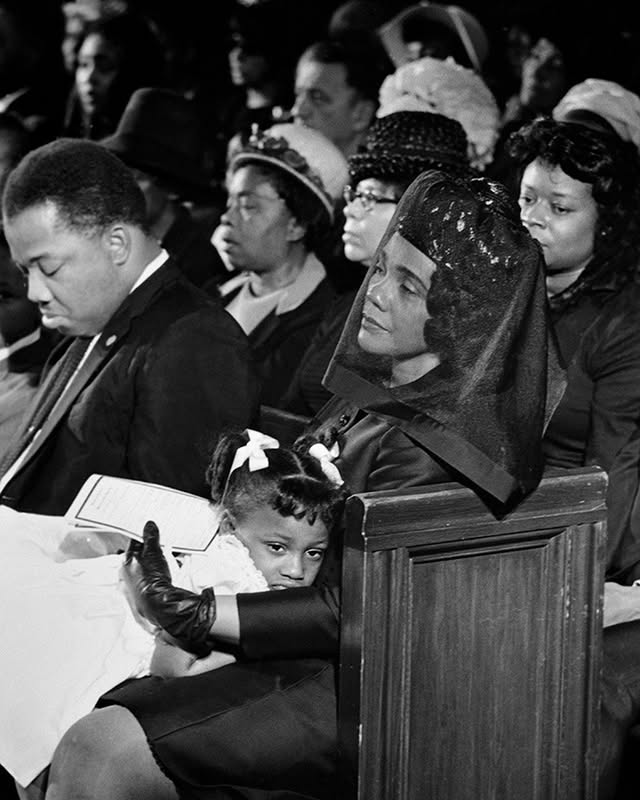
Вдова Мартина Лютера Кинга на похоронах мужа. Монета Слит-младший, 1968 год

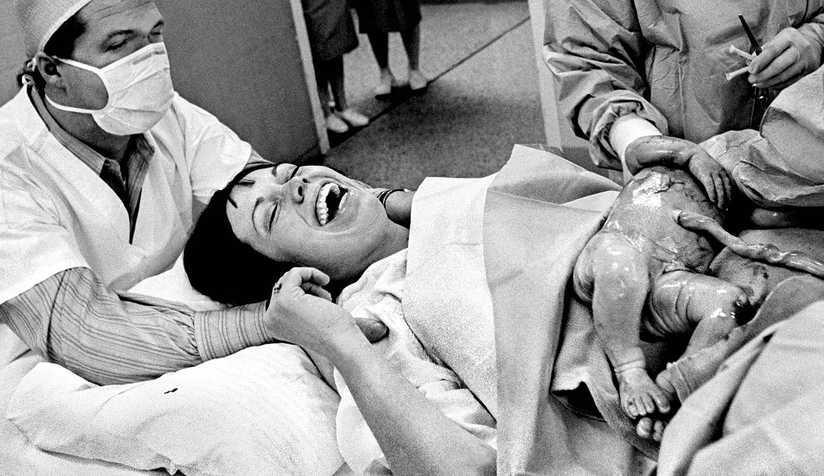
«Момент жизни». Брайан Ланкер, 1972 год

Фотография суданского мальчика, упавшего без сил от голода, 1993 год

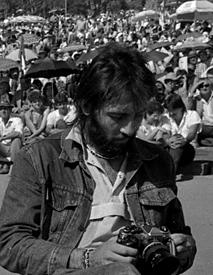
Лауреат Пулитцеровской премии Кевин Картер, XX век

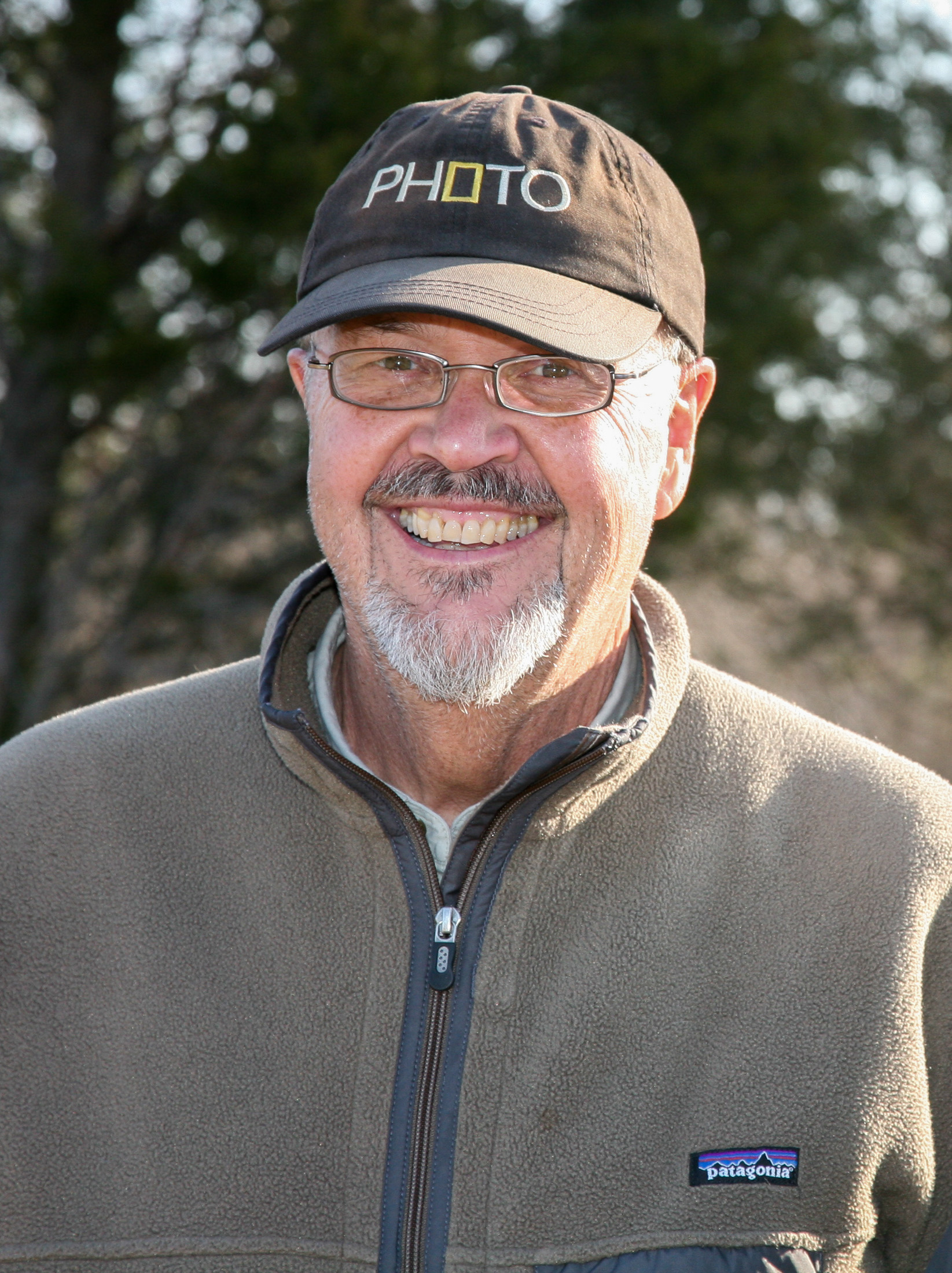
Лауреат Пулитцеровской премии Джек Дайкинга, 2008 год

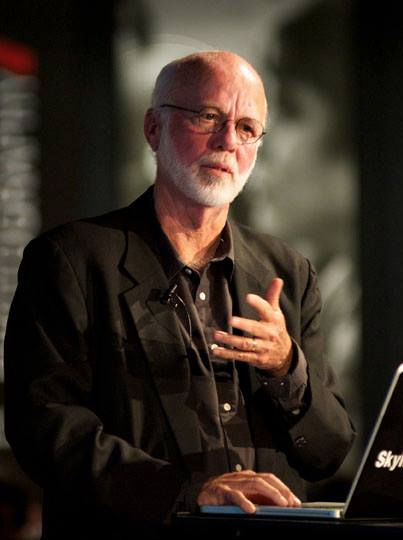
Лауреат Пулитцеровской премии Дэвид Хьюм Кеннерли, 2013 год

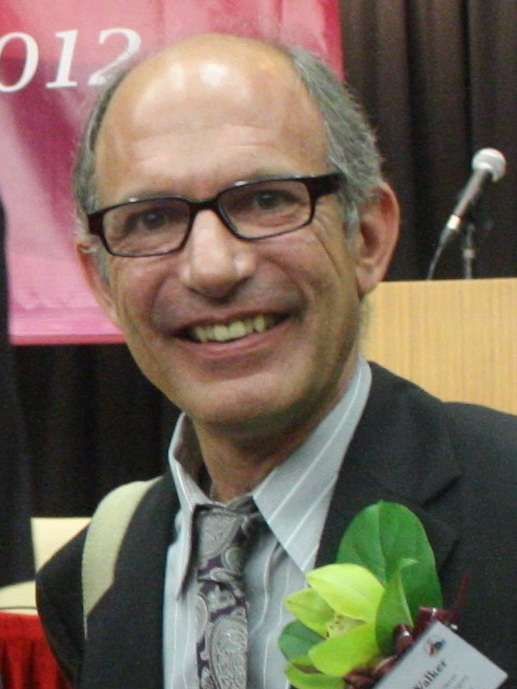
Лауреат Пулитцеровской премии Крэйг Ф. Уокер, 2012 год

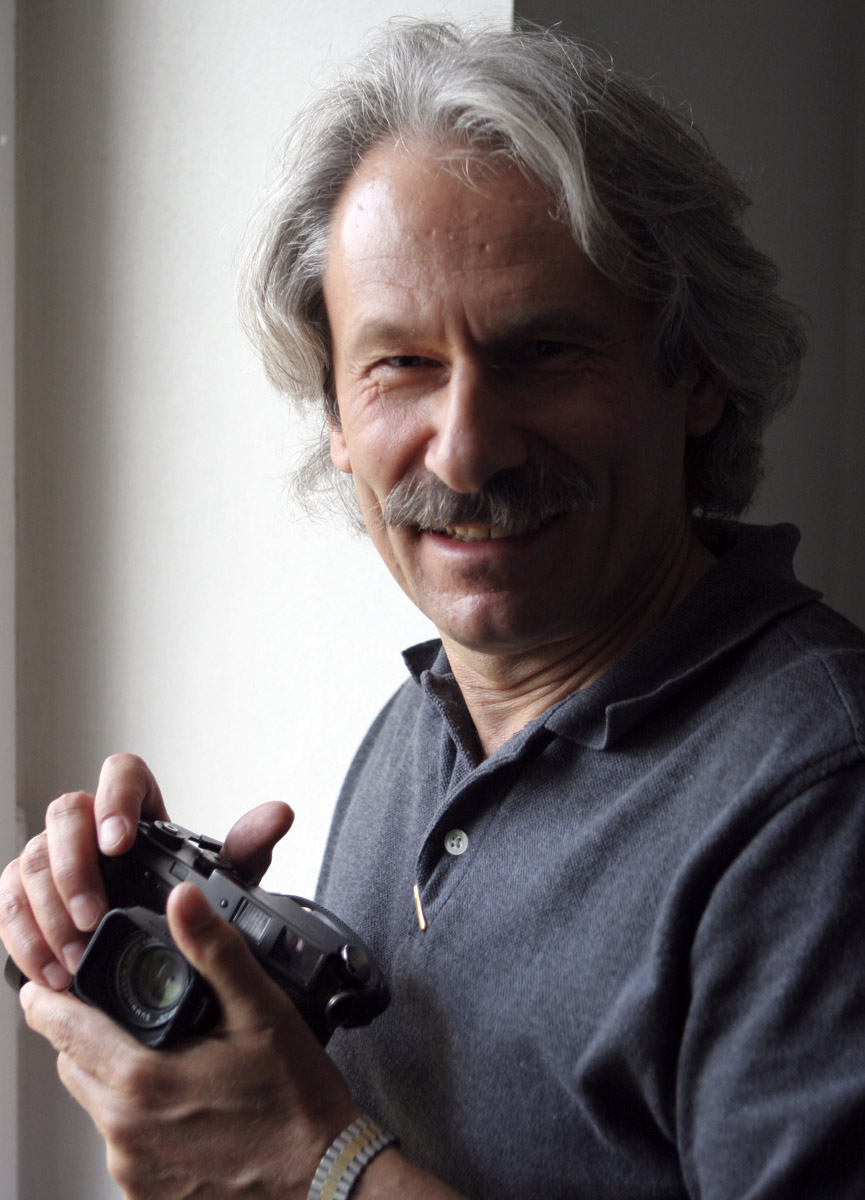
Лауреат Пулитцеровской премии Александр Земляниченко, 2007 год

| Год  | Лауреат                                                             | Издание                               | Комментарий |
| ---- | ------------------------------------------------------------------- | ------------------------------------- | --- |
| 1968 | Тошио Сакаи                                                         | United Press International            | За фотографию «Мечты о лучшем времени» («Dreams of Better Times»), сделанную в период Вьетнамской войны. |
| 1969 | Монета Слит-младший                                                 | Ebony                                 | За снимок вдовы Мартина Лютера Кинга, сделанный на его похоронах. |
| 1970 | Даллас Кинни                                                        | Palm Beach Post (Флорида)             | За подборку фотографий «Миграция в нищету» («Migration to Misery») с изображением рабочих-мигрантов из Флориды. |
| 1971 | Джек Дайкинга                                                       | Chicago Sun-Times                     | За драматичные и чувственные фотографии, сделанные в иллинойских школах Линкольна и Диксона для детей с ограничениями в развитии. |
| 1972 | Дэвид Хьюм Кеннерли                                                 | United Press International            | За впечатляющие фотографии Вьетнамской войны 1971 года. |
| 1973 | Брайан Ланкер                                                       | Topeka Capital-Journal                | За серию фотографий о рождении ребёнка «Момент жизни» («Moment of Life»), как пример его работ в фотографии. |
| 1974 | Слава Ведер                                                         | Associated Press                      | За снимок «Шквал радости» («Burst of Joy»), на которой изображено возвращение американского военнопленного из Северного Вьетнама. |
| 1975 | Мэтью Льюис                                                         | Washington Post                       | За цветные и чёрно-белые фотографии. |
| 1976 | Сотрудники Louisville Courier-Journal and Times                     | Louisville Courier-Journal and Times  | За обстоятельный фотоотчёт об автобусной перевозке школьников в Луисвилле |
| 1977 | Робин Гуд                                                           | Chattanooga News-Free Press           | За снимок ветерана-инвалида и его ребёнка на параде в День вооружённых сил. |
| 1978 | Дж. Росс Боугман                                                    | Associated Press                      | За три фотографии из районов Родезии, охваченных партизанским восстанием. |
| 1979 | Сотрудники Boston Herald                                            | Boston Herald                         | За фотоосвещение снежного шторма 1978 года. |
| 1980 | Эрвин Хаглер                                                        | Dallas Times Herald                   | За серию фотографий с изображением западноамериканского ковбоя. |
| 1981 | Таро Ямасаки                                                        | Detroit Free Press                    | За фотографии из тюрьмы Джексон в штате Мичиган. |
| 1982 | Джон Х. Уайт                                                        | Chicago Sun-Times                     | За неизменно превосходные фотоработы на разные темы. |
| 1983 | Джеймс Б. Дикман                                                    | Dallas Times Herald                   | За красноречивые фотографии о жизни и смерти в Сальвадоре. |
| 1984 | Энтони Суау                                                         | Denver Post                           | За серию фотографий с изображением трагичных последствий голода в Эфиопии и за фотографию женщины у могилы её мужа в День поминовения. |
| 1985 | Стэн Гроссфельд                                                     | Boston Globe                          | За фотографии голодающих в Эфиопии, а также нелегалов на границе США и Мексики. |
| 1986 | Том Грэлиш                                                          | Philadelphia Inquirer                 | За серию фотографий бездомных в Филадельфии. |
| 1987 | Дэвид Петерсон                                                      | Des Moines Register                   | За фотографии, изображающие разрушенные мечты американских фермеров. |
| 1988 | Мишель дю Силь                                                      | Miami Herald                          | За фотографии, изображающие упадок и последующую реабилитацию жилищного микрорайона, наводнённого наркотиками. |
| 1989 | Мэнни Кризостомо                                                    | Detroit Free Press                    | За серию фотографий студенческой жизни в Юго-западной средней школе в Детройте. |
| 1990 | Дэвид К. Терли                                                      | Detroit Free Press                    | За фотографии политических акций протеста в Китае и Восточной Европе. |
| 1991 | Уильям Снайдер                                                      | Dallas Morning News                   | За фотографии больных и осиротевших румынских детей, живущих в нечеловеческих условиях. |
| 1992 | Джон Каплан                                                         | Block Newspapers (Толидо)             | За фотографии, изображающие образ жизни семи людей в возрасте 21 года в разных регионах США. |
| 1993 | сотрудники Associated Press                                         | Associated Press                      | За подборку фотографий президентской кампании 1992 года. |
| 1994 | Кевин Картер                                                        | Впервые опубликована в New York Times | За фотографию суданского мальчика, упавшего без сил на пути к Центру помощи голодающим, в то время как стервятник выжидал поблизости. |
| 1995 | Сотрудники Associated Press                                         | Associated Press                      | За подборку фотографий, запечатлевших хронику разрушений в Руанде. |
| 1996 | Стефани Уэлш                                                        | Newhouse News Service                 | За шокирующую серию фотографий о практике женского обрезания в Кении. |
| 1997 | Александр Земляниченко                                              | Associated Press                      | За снимок президента России Бориса Ельцина, танцующего на рок-концерте во время предвыборной кампании 1996 года (Изначально снимок был номинирован в категории «За новостную фотографию»).                                                                               |
| 1998 | Кларенс Уильямс                                                     | Los Angeles Times                     | За впечатляющие фотографии, иллюстрирующие тяжёлое положение маленьких детей в семьях с алкоголе- и наркозависимыми родителями. |
| 1999 | Сотрудники Associated Press                                         | Associated Press                      | За поразительную коллекцию фотографий ключевых игроков и событий в скандале об отношениях Билла Клинтона и Моники Левински, а также последующих слушаний об импичменте.                                                                                                  |
| 2000 | Кэрол Гузи, Майкл Уильямсон и Люциан Перкинс                        | Washington Post                       | За основательное и острое освещение тяжёлого положения косовских беженцев. |
| 2001 | Мэтт Рейни                                                          | Star-Ledger (Нью-Джерси)              | За эмоциональные фотографии, запечатлевшие процесс восстановления двух студентов от критических ожогов, полученных во время пожара в общежитии Университета Сетон Холл.                                                                                                  |
| 2002 | Сотрудники New York Times                                           | New York Times                        | За фотографии, запечатлевшие страдания и упорство участников затяжных военных конфликтов в Афганистане и Пакистане. |
| 2003 | Дон Бартлетти                                                       | Los Angeles Times                     | За запоминающееся освещение того, как молодые нелегалы из Центральной Америки, часто подвергая себя смертельной опасности, отправляются на север в Соединённые Штаты. |
| 2004 | Кэролин Коул                                                        | Los Angeles Times                     | За целостный обзор закулисных последствий Гражданской войны в Либерии, которые уделяют особое внимание невинным гражданам, оказавшимся в эпицентре конфликта. |
| 2005 | Динн Фицморис                                                       | San Francisco Chronicle               | За деликатный фоторепортаж об усилиях персонала больницы в Окленде по спасению иракского мальчика, чуть не погибшего в результате взрыва. |
| 2006 | Тодд Хейслер                                                        | Rocky Mountain News                   | За запоминающееся освещение похорон колорадских морских пехотинцев, прибывших из Ирака в гробах. |
| 2007 | Рене К. Байер                                                       | Sacramento Bee                        | За интимные фотографии матери-одиночки и её маленького сына, проигрывающего сражение с раком. |
| 2008 | Престон Ганнауэй                                                    | Concord Monitor                       | За сокровенные фотографии семьи, справляющейся с неизлечимой болезнью одного из родителей. |
| 2009 | Деймон Винтер                                                       | New York Times                        | За незабываемую серию фотографий, запечатлевших разные аспекты президентской кампании Барака Обамы. |
| 2010 | Крэйг Ф. Уокер                                                      | Denver Post                           | За глубоко личный портрет подростка, который в поисках смысла и мужественности вступает в армию во время повстанческого насилия в Ираке. |
| 2011 | Барбара Дэвидсон                                                    | Los Angeles Times                     | За чувственную историю о невинных жертвах, попавших под перекрёстный огонь во время смертельной бандитской стычки. |
| 2012 | Крейг Ф. Уокер                                                      | Denver Post                           | За чувственную хронику жизни ветерана с почестями уволенного со службы после возвращения из Ирака и борющегося с посттравматическим стрессом. Фотографии, которые позволяют зрителям лучше понять национальную проблему.                                                 |
| 2013 | Хавьер Манзано                                                      | Распространено Agence France-Presse   | За необыкновенное изображение двух сирийских солдат-повстанцев, напряжённо охраняющих свой пост в то время как солнечные лучи пробиваются через пулевые отверстия в металлической стене рядом.                                                                           |
| 2014 | Джош Ханер                                                          | New York Times                        | За животрепещущие портреты тяжело раненного в Бостонском марафоне мужчины во время мучительной реабилитации. |
| 2015 | Даниил Берехулак                                                    | New York Times                        | За захватывающие дух, смелые фотографии, сделанные во время эпидемии лихорадки Эбола в Западной Африке. |
| 2016 | Джессика Ринальди                                                   | Boston Globe                          | За грубое и поучительное изображение мальчика, стремящегося обрести уверенность после издевательств со стороны тех, кому он доверял. |
| 2017 | Джейсон Уэмбсганс                                                   | Chicago Tribune                       | За превосходный портрет десятилетнего ребёнка и его матери, стремящихся восстановить нормальную жизнь после пережитой стрельбы в Чикаго. |
| 2018 | Сотрудники Reuters                                                  | Reuters                               | За шокирующие фотографии, представившие миру насилие, с которым столкнулось мусульманское меньшинство рохинджа во время бегства из Мьянмы. |
| 2019 | Лоренцо Тугноли                                                     | Washington Post                       | За блестящие фоторепортажи о трагическом голоде в Йемене, представленный через изображения, в которых красота и душевное равновесие переплетаются с опустошением. |
| 2020 | Чанни Ананд, Мухтар Хан и Дар Ясин                                  | Associated Press                      | За поразительные снимки жизни на оспариваемой территории Кашмира после того как правительство Индии аннулировало особый правовой статус региона и отключило связь. |
| 2021 | Эмилио Моренатти                                                    | Associated Press                      | За пронзительную серию фотографий, которая переносит зрителя в будни пожилых людей в Испании, переживающих тяжёлые времена в пандемию COVID-19. |
| 2022 | Аднан Абиди Санна Иршад Матту, Амит Дэйв и Даниш Сиддики(посмертно) | Reuters                               | За изображения потерь от COVID-19 в Индии, сочетающие интимность с чувством опустошения, создавая у зрителя сильное ощущение присутствия (Перенесено жюри из категории «За новостную фотографию»).                                                                       |
| 2023 | Кристина Хаус                                                       | Los Angeles Times                     | За интимный взгляд на жизнь беременной 22-летней женщины, живущей на улице в палатке, - фотографии, демонстрирующие ее эмоциональную уязвимость, когда она пытается и в конечном итоге не справляется с попыткой воспитать своего ребенка.                               |
| 2024 | Сотрудники Associated Press                                         | Associated Press                      | За пронзительные фотографии, запечатлевшие беспрецедентные массы мигрантов и их трудный путь на север от Колумбии до границы с Соединенными Штатами. |
| 2025 | Моисей Саман                                                        | The New Yorker                        | За пронзительные черно-белые снимки тюрьмы Седная в Сирии , запечатлевшие травматическое наследие камер пыток режима Асада — работы, которые заставляют зрителей столкнуться с неприкрытым ужасом заключенных и задуматься о шрамах, оставленных на теле всего общества. |